# Palazzo Reale (Genua)
Der Palazzo Reale (deutsch: Königliches Schloss; offiziell: Palazzo di Stefano Balbi) ist ein Stadtpalast in Genua, der Teil des Welterbes der UNESCO „Genoa: Le Strade Nuove and the system of the Palazzi dei Rolli“ (deutsch: Genua: Le Strade Nuove und die Palazzi dei Rolli) ist. Das Gebäude liegt in der Via Balbi 10. Er ist heute Nationalmuseum.

## Geschichte

### Balbi

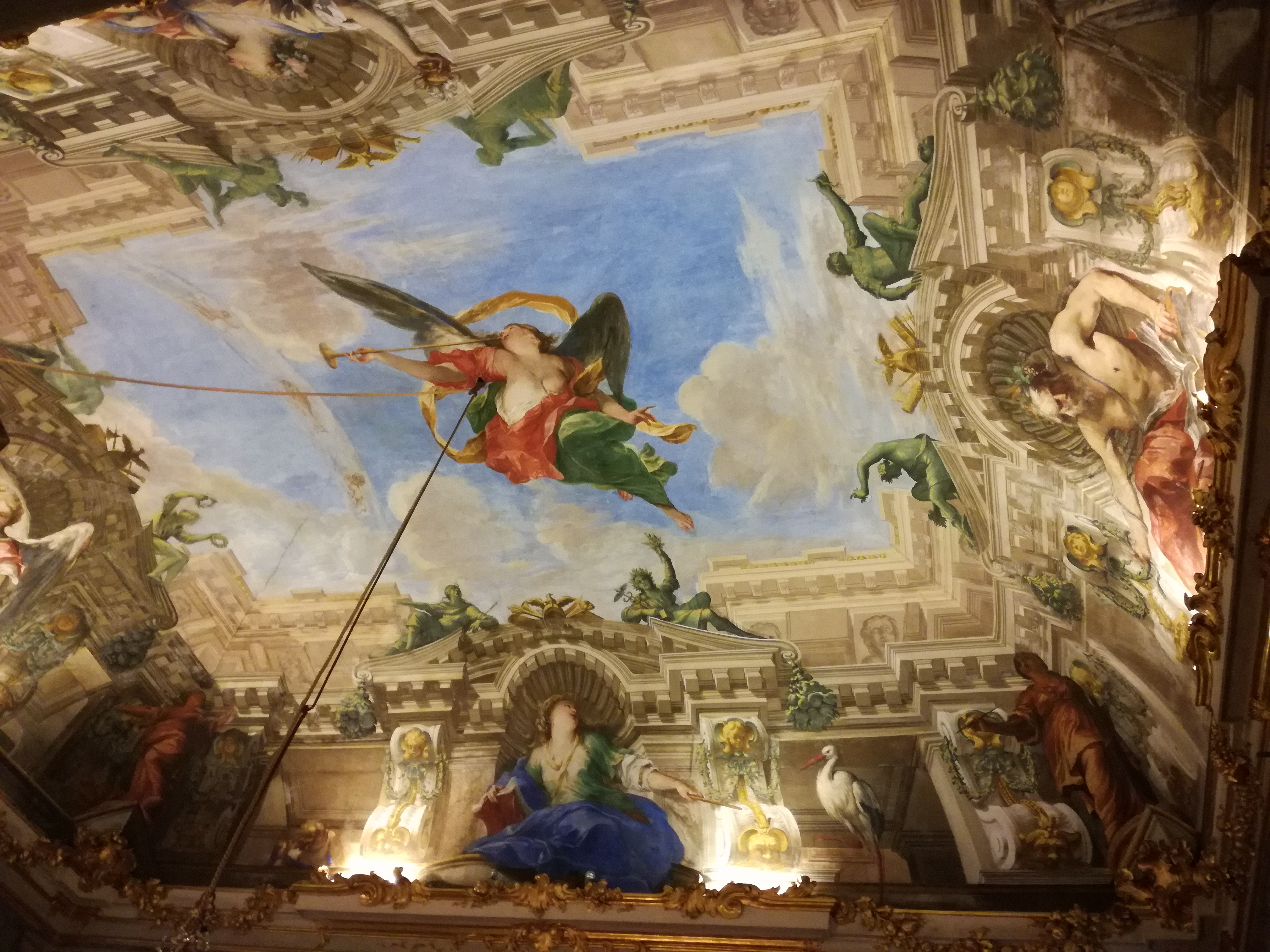
Der Ruhm der Familie Balbi von Andrea Seghizzi, 1653/54

Auftraggeber für diesen größten Stadtpalast Genuas war Stefano Balbi (1581–1660). Architekten waren Pier Francesco Cantone und Michele Moncino und später noch Giovanni Angelo Falcone. Der Bau begann 1643 und war um 1650 abgeschlossen. Es war damals das größte Bauvorhaben in der Stadt. Der Palast bestand aus dem heutigen Mittelteil und zwei rückwärtigen Flügeln, die sich Richtung Küste erstreckten. Die Fassade an der Via Balbi war damals etwa dreißig Meter lang, im Vergleich zu den fast hundert Metern der heutigen Fassade. Der heutige westliche Flügel wurde von Giovanni Battista Balbi als eigener Palazzo begonnen, noch bevor der heutige Mitteltrakt fertiggestellt war. Dem fügte er den Flügel entlang der Vico della Pace an, ursprünglich eine Gemäldegalerie. Mit der Ausschmückung der Räume wurden Giovanni Battista Carlone (Manda Giustizia sulla Terra), Valerio Castello, Angelo Michele Colonna, Agostino Mitelli (Der Frühling vertreibt den Winter) und Andrea Seghizzi (La Fama dei Balbi) betraut.
Als einer der Palazzi dei Rolli war der Palazzo di Stefano Balbi aufgrund seines relativ späten Entstehens nur in dem Rollo von 1664 eingetragen. Nach der Klassifizierung in den Rolli, den „bussoli“, zählte er damals zur Klasse zwei (zu den Einzelheiten dieser Eintragungen vergleiche hier). Gleichwohl wohnte hier 1702 König Philipp IV. von Spanien.
Beide, Stefano und Giovanni Battista Balbi, starben während einer großen Pest-Epidemie 1657, den Palast verkauften die Erben 1669 an einen Cousin, Francesco Maria Balbi. 1677 oder 1679 verkaufte die Familie Balbi den Palazzo für 42.000 Scudi an Eugenio Durazzo (1630–1705).

### Durazzo

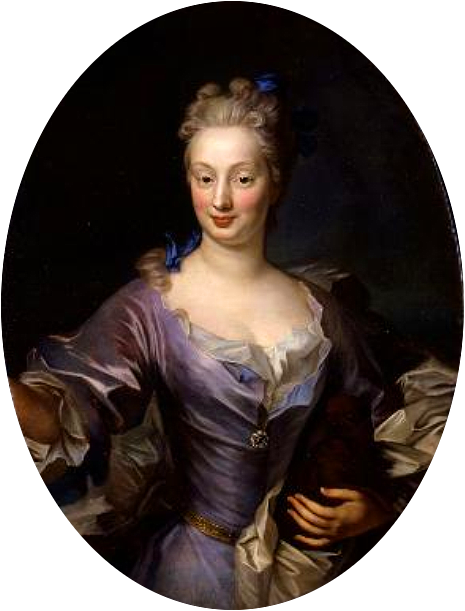
Porträt der Maria Maddalena Durazzo

Eugenio Durazzo bezog 1685–1694 Nachbargrundstücke mit ein. Daz gehörte auch das benachbarte Teatro del Falcone, das er 1704 renovieren ließ. Auch ließ er zusätzliche Fresken und Stuckarbeiten ausführen. Girolamo II. Ignazio Durazzo (1676–1747), der laut Steuerregister von 1738 der viertreichste Mann Genuas war, wurde nach dem Tod seines Onkels Eugenio 1705 Eigentümer des Palastes. Er holte Carlo Fontana aus Rom, um der Anlage äußerlich ein einheitliches Erscheinungsbild zu verleihen. Fontana entwarf ein neues Portal, zudem die monumentale Treppe zum Piano nobile und fügte das stattliche Atrium an, dessen Dach eine Terrasse bildet, die einen weiten Blick auf das Meer bietet. Auf diese Weise entstand ein beeindruckendes szenisches Ensemble. Auch die interessante Hoffassade des Palazzo, die einen reizvollen Kontrast zur strengeren Straßenfassade bildet, stammt von Fontana. Ebenfalls unter den Durazzo wurde die Gemäldegalerie im Westflügel in eine Spiegelgalerie umgebaut. Ebenso wurden einige der mit Fresken bemalten Säle umgestaltet, um Gemälde der weiter wachsenden Sammlung unterzubringen. Dazu zählten Werke von Luca Giordano, Paolo Veronese, Jacopo Tintoretto, Anthonis van Dyck und Peter Paul Rubens sowie der großen Meister Genuas.
Als Girolamo II. Ignazio Durazzo starb, ging der Palast an seine Tochter Maria Maddalena (1715–1780) über, die seit 1734 mit seinem jungen Cousin Marcello Durazzo, Doge der Republik Genua (1767–1768), verheiratet war. 1784 war Kaiser Joseph II. bei ihm zu Gast. Der letzte männliche Nachkomme dieses Familienzweigs war Girolamo III. Luigi Durazzo, einer der Gründer der Universität Genua. Girolamo III., der zur Zeit der Ligurischen Republik höchste Ämter innehatte, empfing Joachim Murat und seine Frau Caroline, geborene Bonaparte, die jüngste Schwester von Napoleon Bonaparte, und diesen später selbst in seinem Palast. Als Girolamo III. Luigi Durazzo 1809 starb, erbte den Palast seine Schwester Maria Francesca, die mit Giuseppe Maria Durazzo-Gabiano verheiratet war. Diese beabsichtigten den Palazzo zu verkaufen. Auch Napoleon soll an einem Kauf interessiert gewesen sein. Der Verkauf zog sich aber bis 1823 hin, als bereits der Sohn von Maria Francesca und Giuseppe, Marcello Durazzo-Gabiano (1777–1826) Eigentümer war.

### Savoyen

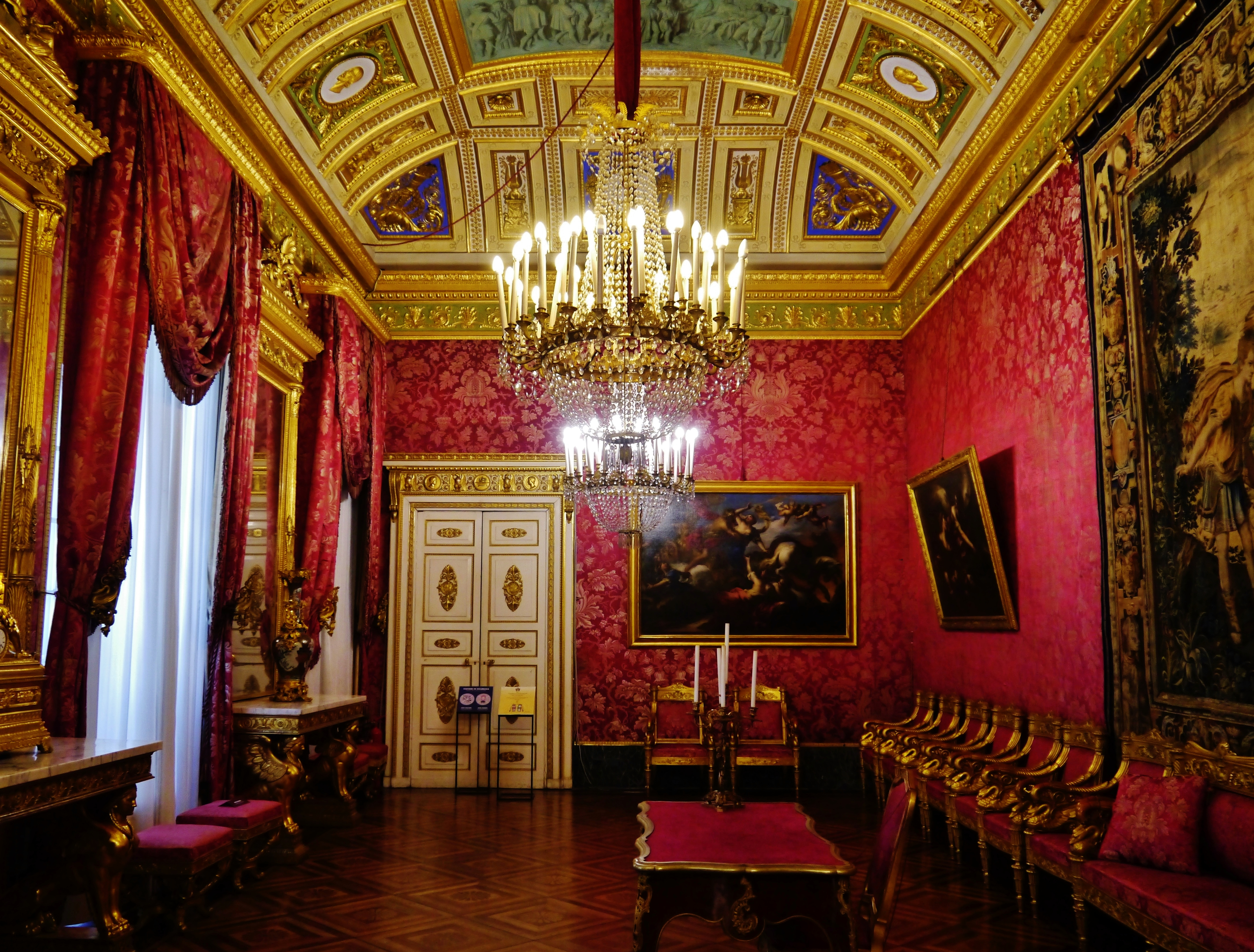
Audienzsaal des Königs

Mittlerweile war Genua durch den Wiener Kongress an das Königreich Sardinien gefallen und Genua darin eine der größten Städte. Da es in Genua als vormaliger Republik kein Schloss gab, das hätte nachgenutzt werden können, kaufte der König von Sardinien, Carlo Felice I., den Palast, der von seiner Größe her völlig den königlichen Ansprüchen genügte. Der König nutzte ihn vor allem in den Sommermonaten als offizielle Residenz und ordnete umfangreiche Restaurierungs-, Dekorations-, Instandhaltungs- und Umbauarbeiten an, die noch nicht abgeschlossen waren, als mit dem Thronwechsel 1831 sein Sohn, Carlo Alberto, als König folgte. Zu den Arbeiten gehörten neue Stallungen mit einer Reithalle, der Einbau eines Thronsaals, ein Audienzsaal und ein neuer Ballsaal, der nun mit Stuck im klassizistischen Stil dekoriert wurde. Im ersten Stock wurde ein Staatsappartement eingerichtet, das heute als „Appartamento del Duca degli Abruzzi“ bezeichnet wird. Auch das historische „Teatro del Falcone“, das an die Residenz angebaut war, wurde restauriert. Die Kirche San Sisto an der Via Prè wurde mit einem überdachten Übergang an den Palazzo Reale angeschlossen. Diese „Ponte Reale“ wurde 1964 beim Ausbau der Via Gramsci als Hochstraße abgerissen, weil sie dieser Baumaßnahme im Weg stand.
1842, anlässlich der Hochzeit von Kronprinz Viktor Emanuel mit Erzherzogin Adelheid, beauftragte die königliche Familie den genuesischen Bühnenbildner Michele Canzio, Thron-, Audienz- und Ballsaal umzugestalten. Auch die Wohnungen im Piano nobile wurden renoviert und von genuesischen Künstlern (Giuseppe Isola, Giacomo Varese, Santo Varni) neu dekoriert.
1919 verkaufte König Vittorio Emanuele III. den Palazzo Reale zusammen mit anderen königlichen Residenzen an den italienischen Staat. Dieser ordnete ihn dem Kulturbereich zu. Das Piano nobile des Palastes wird auch heute als Nationalmuseum genutzt.

## Die Spiegelgalerie

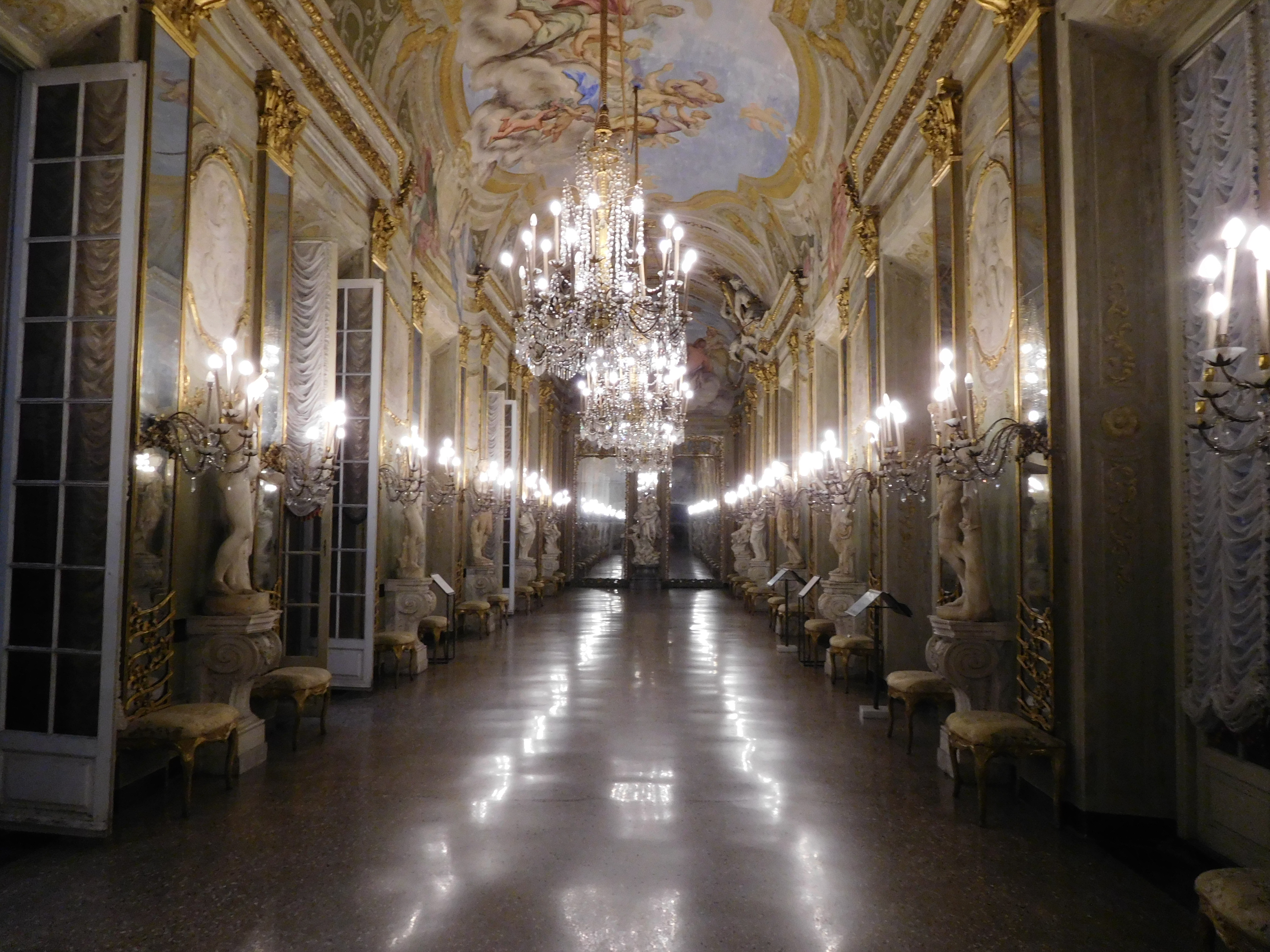
Spiegelsaal

Der berühmteste Raum des Palastes ist die von Gerolamo II. Durazzo in Auftrag gegebenen von dem berühmtesten Maler des 18. Jahrhunderts in Genua, Domenico Parodi, ausgemalte Spiegelgalerie. Hier sind auch klassische Skulpturen der Durazzo-Sammlung ausgestellt, hauptsächlich originale römische Skulpturen, an denen in der Barockzeit fehlende Teile ergänzt wurden. Die Motive der Ausmalung sind von der klassischen Antike inspiriert und umfassen Szenen mit Apollon und Marsyas sowie mit Bacchus und Mänaden und die Toilette der Venus. Die antiken Gottheiten in der Mitte des Gewölbes stellen die Laster dar, die die großen Reiche der Antike in den Ruin trieben. Diese Reiche werden von den vier in ovalen Medaillons dargestellten Herrschern Sardanapal, Dareios III., Ptolemaios XIV. und Romulus Augustulus verkörpert, während die auf dem Gesims sitzenden weiblichen Figuren Allegorien der Kardinaltugenden darstellen, die angeblich die Familie Durazzo leiteten, deren Wappen in der Mitte der Galerie angebracht ist.

## Siehe auch

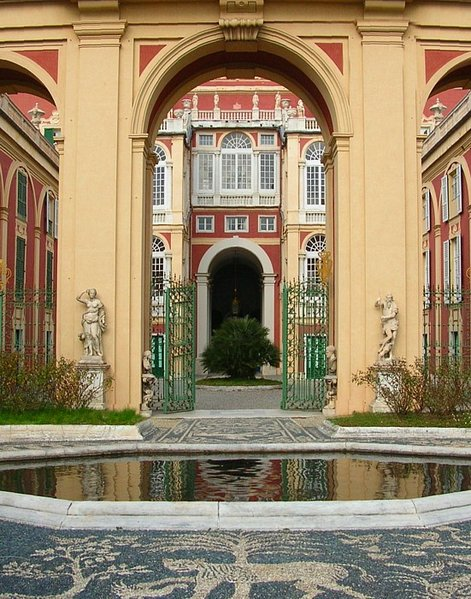
Garten

## Museum
Die vom Museum genutzten Räume im Piano nobile haben überwiegend wandfeste Dekorationen (Fresken und Stuck) und sind teilweise noch mit Gemälden, Skulpturen und genuesischen, piemontesischen und französischen Möbeln aus dem 17. bis zum 20. Jahrhundert sowie anderen Gegenstände aus der Zeit ausgestattet, als das Gebäude als königliche Residenz diente. Die Gemäldegalerie spiegelt die Sammelleidenschaft der Eigentümer der Residenz. 1821 kaufte König Carlo Felice I. eine bedeutende Genueser Gemäldesammlung mit Werken hauptsächlich aus dem 17. Jahrhundert. Viele der im Palazzo Reale gezeigten über 200 Gemälde stammen aus dieser Sammlung. Darunter sind sowohl Gemälde von Genueser Malern, wie Bernardo Strozzi, Giovanni Benedetto Castiglione, Giovanni Battista Gaulli und Domenico Fiasella, zu sehen als auch von europäisch bedeutenden Malern wie Francesco Bassano dem Jüngeren, Domenico Tintoretto, Luca Giordano, Anthonis van Dyck und Guercino. Die Skulpturensammlung umfasst sowohl antike wie modernen Stücke, darunter auch von Filippo Parodi.